# Tôd
| M36 · D21 | X1 · Z4 · O49 |

| M36 · D21 | X1 · Z4 · O49 |

Tôd est le nom moderne de l'antique Djerty, siège d'un sanctuaire dédié à Montou qui faisait partie de cette chaîne « prophylactique » de sanctuaires qui ceinturaient la région de Thèbes.
Plusieurs campagnes de fouilles, assurées par l'IFAO et actuellement dirigées par Christophe Thiers, ont été menées au milieu du XXe siècle et ont permis de dégager un ensemble de monuments abrités par des enceintes successives et dont les fondations remontent à l'Ancien Empire.
Deux grandes campagnes ont été assurées par l'archéologue Fernand Bisson de La Roque :

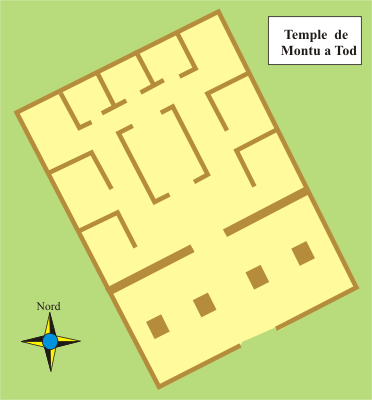
Plan schématique du temple de Montou à Tôd

- Une première série de fouilles furent effectuées de 1934 à 1940. C'est au cours de la campagne de 1936 que fut découvert le célèbre trésor de Tôd dont le contenu est réparti selon les anciennes pratiques de l'archéologie entre le découvreur et l'Égypte, et que l'on peut découvrir principalement au Musée égyptien du Caire et pour partie au Musée du Louvre. Ces premières campagnes portèrent essentiellement sur les vestiges du temple encore visible sur le site dont l'état le plus récent remonte à la période gréco-romaine et permirent l'exploration et la mise au jour du temple du Moyen Empire avec la découverte de nombreux reliefs remontant aux XIe et XIIe dynasties ainsi que de la Deuxième Période intermédiaire.

- Une seconde mission fut menée de 1946 à 1950 avec l'assistance de Jean Vercoutter alors pensionnaire de l'IFAO et porta sur les portes monumentales, les enceintes, le dromos et le quai débarcadère du temple principal précisant son développement depuis le Nouvel Empire jusqu'à son remaniement complet sous les Ptolémées. C'est ainsi que l'on a pu se rendre compte de l'étendue des sanctuaires et monuments qu'abritaient les enceintes de Tôd, mais également de son importance à l'Ancien Empire nous révélant qu'il comptait alors parmi les temples majeurs de la région à cette haute époque.

Ce dernier fait est suffisamment inédit pour démontrer l'importance historique et archéologique du site. Il justifie amplement l'intérêt porté à ses ruines depuis plus d'un demi-siècle au travers de fouilles faisant l'objet de nombreuses publications sur les découvertes qui ne cessent d'éclairer sa longue histoire.